# Alex Bruno de Souza Silva
Alex Bruno de Souza Silva còn được biết với tên Alex Bruno (sinh ngày 7 tháng 10 năm 1993) là một cầu thủ bóng đá Brasil hiện tại thi đấu cho Gyeongnam.